# 德桑日
德桑日（法語：Desingy，法語發音：[dəzɛ̃ʒi]）是法国上萨瓦省的一个市镇，位于该省西部偏北，属于圣于连昂热讷瓦区。

## 地理
德桑日（45°59'43"N, 5°53'24"E）面积18.93 平方千米，位于法国奥弗涅-罗讷-阿尔卑斯大区上萨瓦省，该省份为法国东部省份，历史上为薩伏依的一部分，北与瑞士接壤，西接安省，南至萨瓦省，东与瑞士和意大利接壤。
与德桑日接壤的市镇（或旧市镇、城区）包括：希伊、克莱蒙、德鲁瓦西、弗朗日、塞塞勒、旺济。

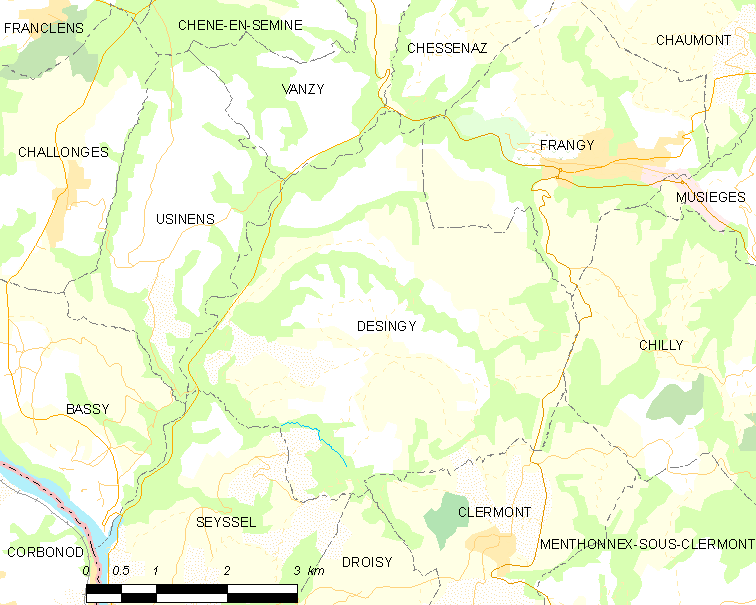
德桑日的OSM定位图

德桑日的时区为UTC+01:00、UTC+02:00（夏令时）。

## 行政
德桑日的邮政编码为74270，INSEE市镇编码为74100。

## 政治
德桑日所属的省级选区为圣于连昂热讷瓦县。

## 人口

1962-2008年间德桑日人口变化图示

德桑日于2022年1月1日时的人口数量为759人。